# Ракираки (район)
Ракираки (фидж. Rakiraki) — район провинции Ра, Фиджи. Расположен на полпути между Сувой и Нанди, на северном побережье Вити-Леву, самого большого острова Фиджи.
Согласно переписи населения 1996 года, численность населения района насчитывает 29 137 человек. Из них 3361 проживают в Ваилеке, административном центре Ракираки. 4 октября 2006 года Fiji Times сообщила, что председатель администрации местного самоуправления Ракираки Урайа Вака призвал к тому, чтобы Ваилека официально была зарегистрирована как город для привлечения государственных инвестиций. Сообщается, что министр по вопросам местного самоуправления и городского развития Чайтанья Лакшман сочувствует этому предложению.
Ракираки — это область, часто называемая «родиной фиджийского патриотизма». Многие известные фиджийские политики возникли из этой области, например, Сидик Койя, боровшийся за права фиджийских рабочих. Также известны Томази Вютиловони, Мели Болоболо, Джоджи Бануве, Субас Чанд и Джордж Шиу Раджа. Традиционными фиджийскими деревнями в районе Ракираки являются Намуамада, Наволау-1, Наволау-2, Навутулеву, Навуавуа, Малак и Накорокула.

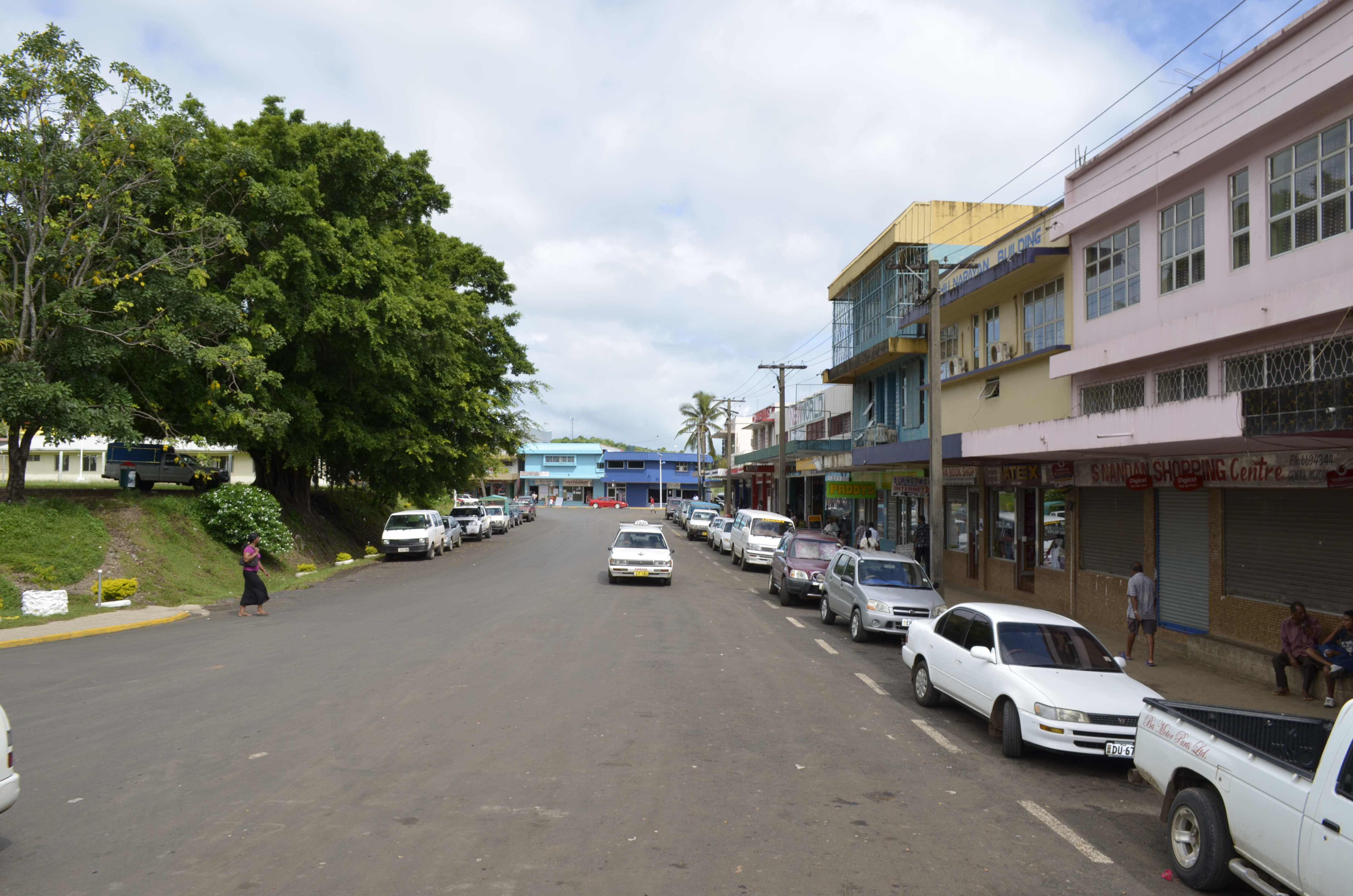
Улица Ракираки, единственного города района.

## Достопримечательности
Важнейшими достопримечательностями района являются скала Навату в деревне Витава, которая считается одним из старейших населенных пунктов Фиджи. Керамика, раскопанная у основания скалы, была датирована приблизительно XI веком до н. э.
На расстоянии около 1,5 км от берега находится остров Нанану-и-Ра. Фиджийская мифология утверждает, что этот остров является отправной точкой души на пути к загробной жизни. Когда-то на вершине острова была расположена деревня.
Гробница Рату Унре Унре, известного каннибала XIX века, который, по сообщениям, употребил в пищу более 800 своих жертв, находится недалеко от поселка Ваилека.
Известный хребет Накавадра, который связан с фиджийской мифологией, виден из любого места в районе Ракираки. Это также является основным фактором, влияющим на сухость климата, которая преобладает в течение большей части года в регионе Ракираки.

## Экономика
Сельское хозяйство и туризм являются основой экономики района. Сахарная корпорация Фиджи управляет сахарной фабрикой Пенанг на реке Пенанг, в километре к северо-востоку от Ваилеки. Сахарный тростник выращивается в долинах, а крупный рогатый скот пасется в высокогорьях. Также выращиваются корнеплоды, включая каву.